# Lhotse
Lhotse (Tibetaans: ལྷོ་རྩེ, Wylie: lho rtse; Nepali/Devanagari: ल्होत्से, lhotse; Chinees: 洛子峰, pinyin: luòzǐ fēng) is een 8516 m hoge berg in de Himalaya. De berg ligt in de Mahalangur Himal, op de grens tussen Nepal en Tibet. Het is de op drie na hoogste berg ter wereld. Via de South Col (7925 m) is Lhotse verbonden met Mount Everest. Deze berg is een van de veertien achtduizenders, de hoogste bergtoppen ter wereld.
Voordat de Mount Everest bedwongen was, ging er weinig aandacht uit naar het beklimmen van de Lhotse. Pas in 1956 werd de berg voor het eerst bedwongen, als alternatieve route naar de top van de Mount Everest. Slechts 2 Belgen slaagden er tot nu toe in de top te bereiken: Wim Smets (2013) en Stef "Wolf" Wolput (2017), die de eerste klimmer met een beperking werd die de berg bedwong.

Lhotse
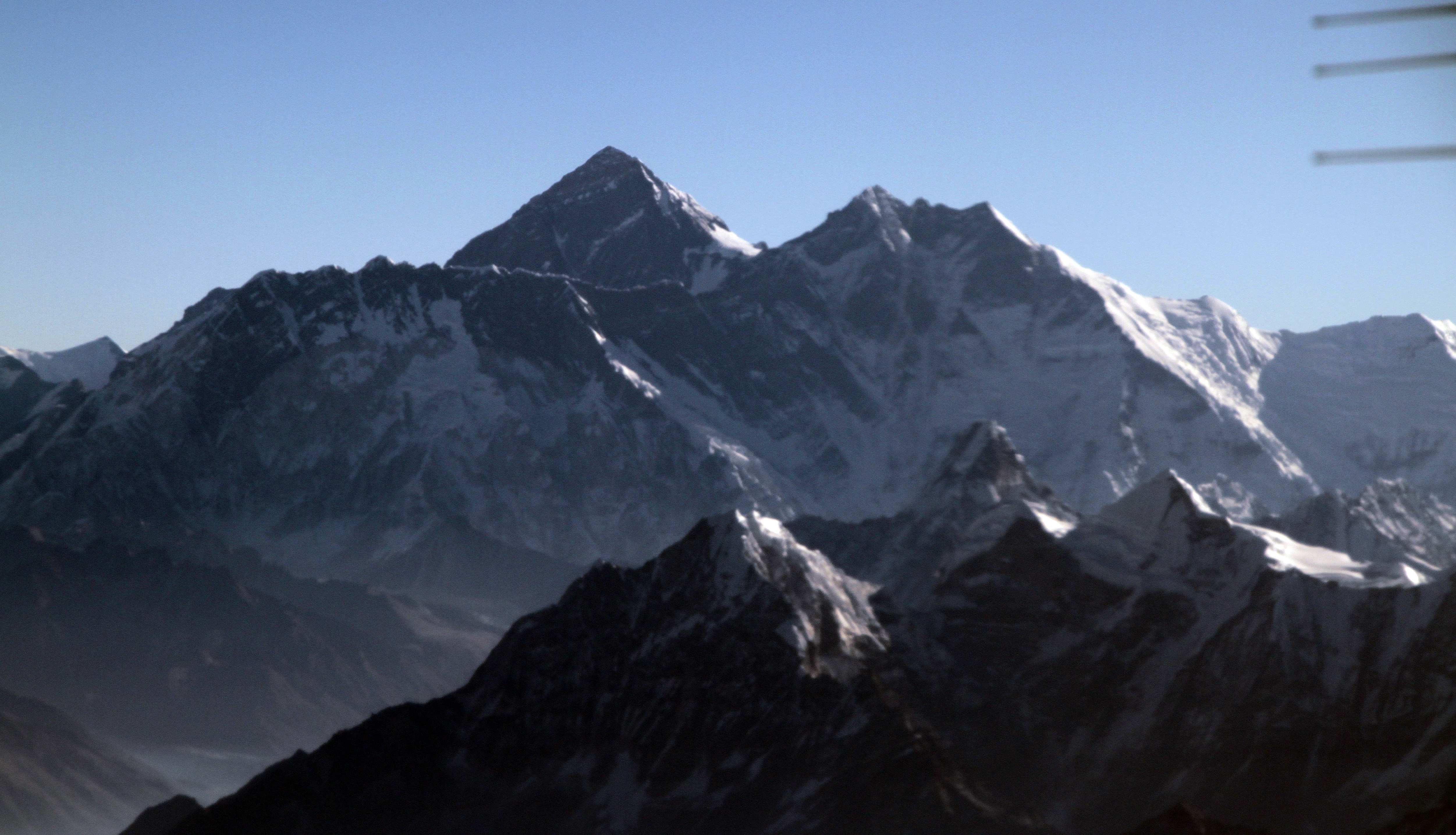
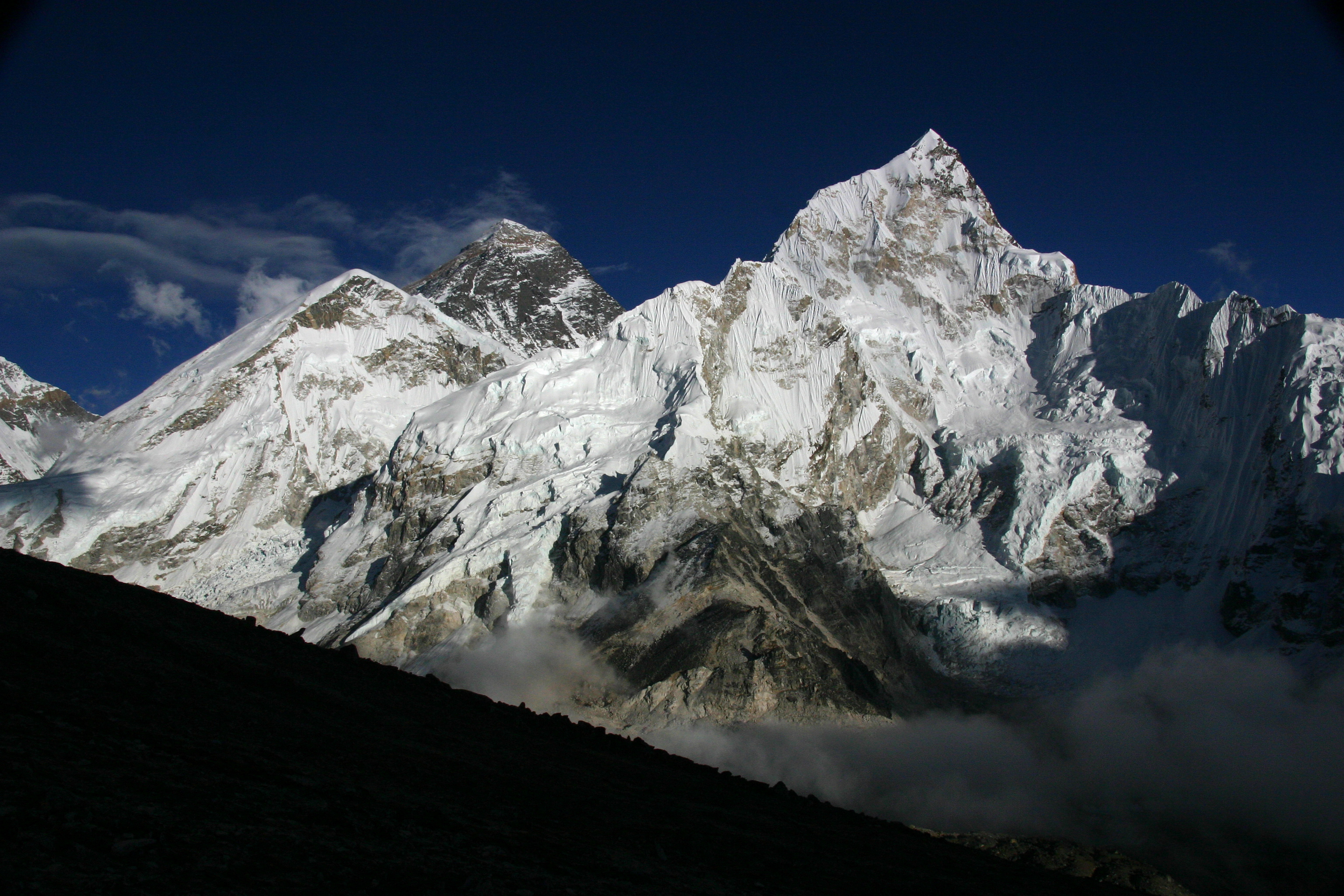
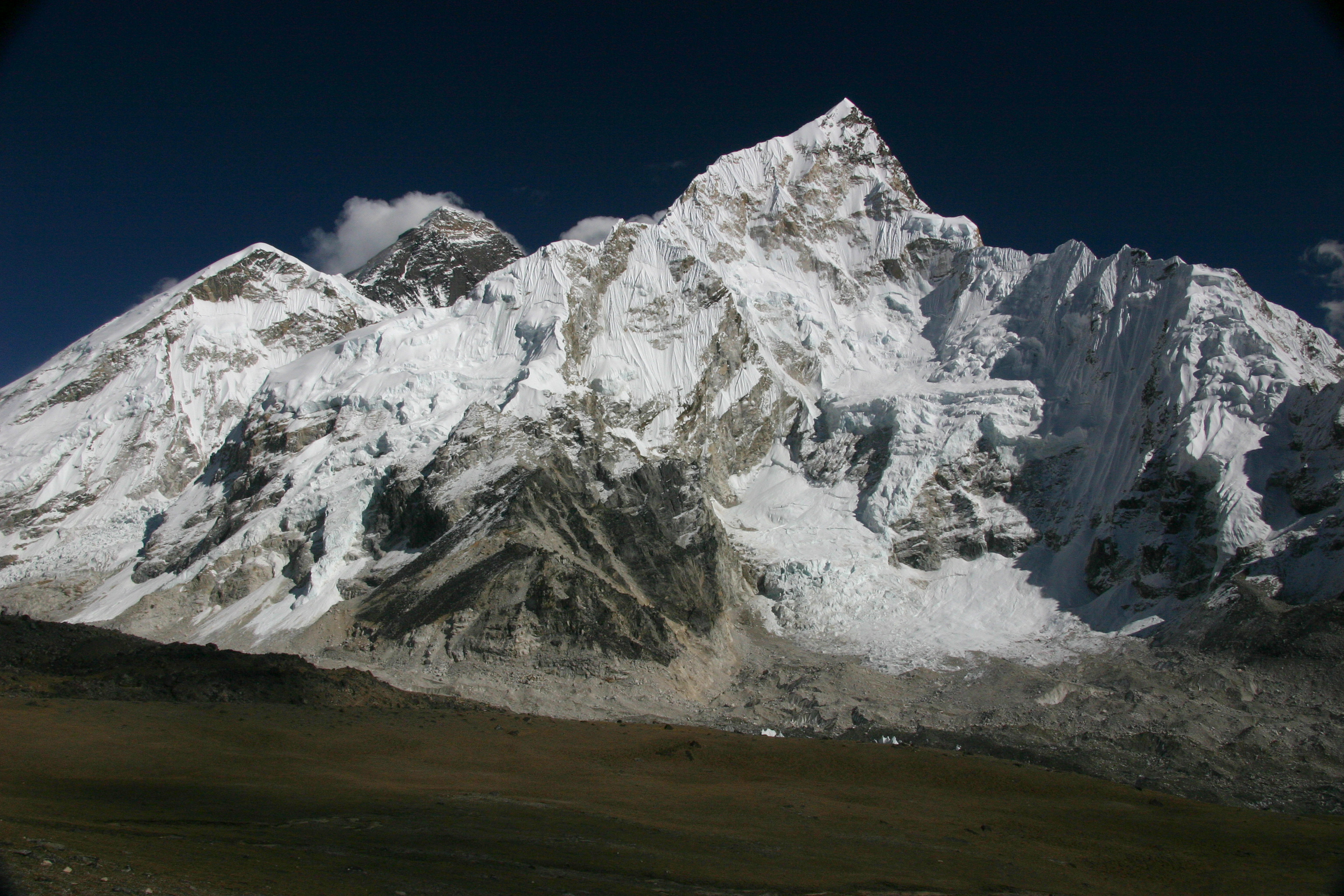
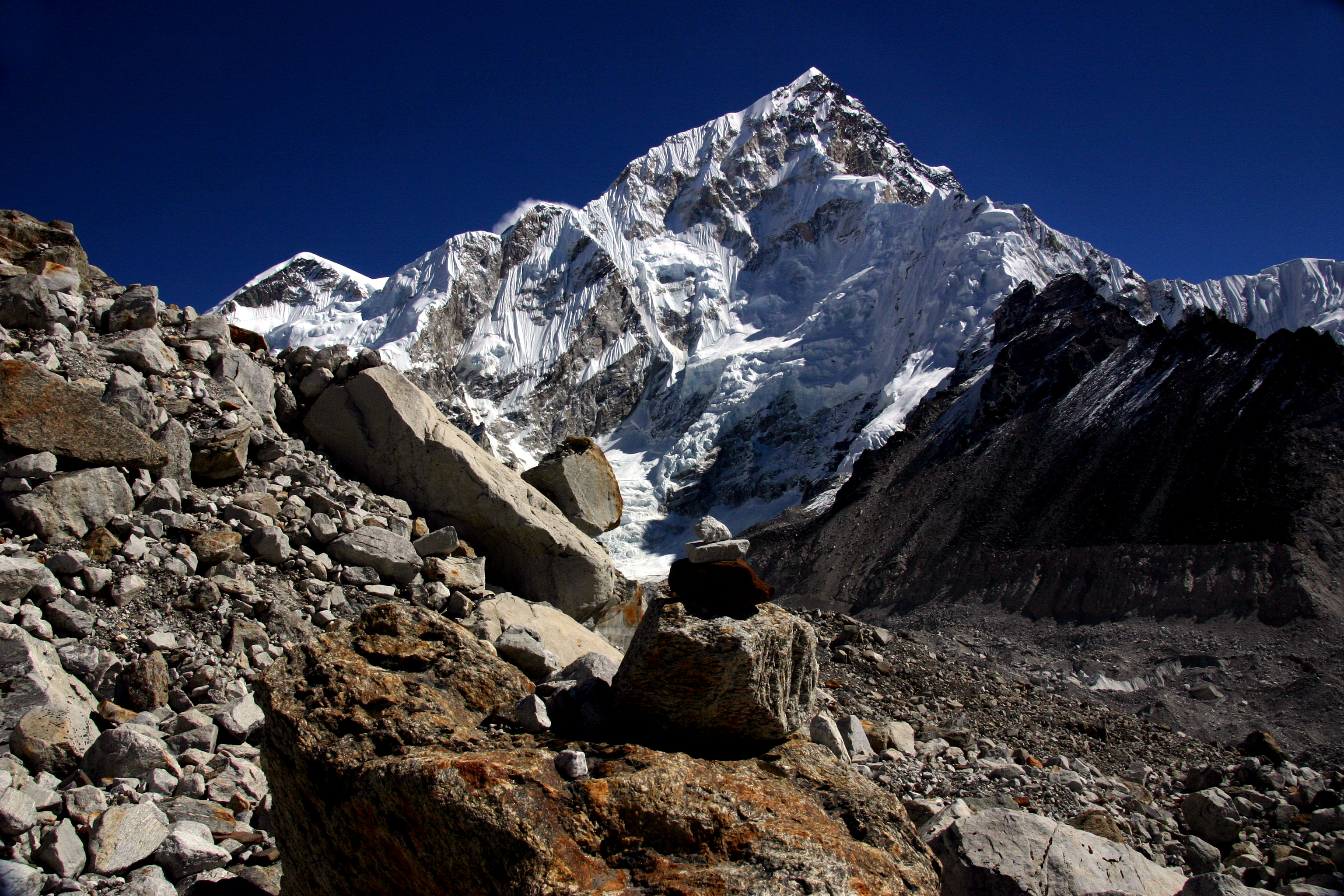
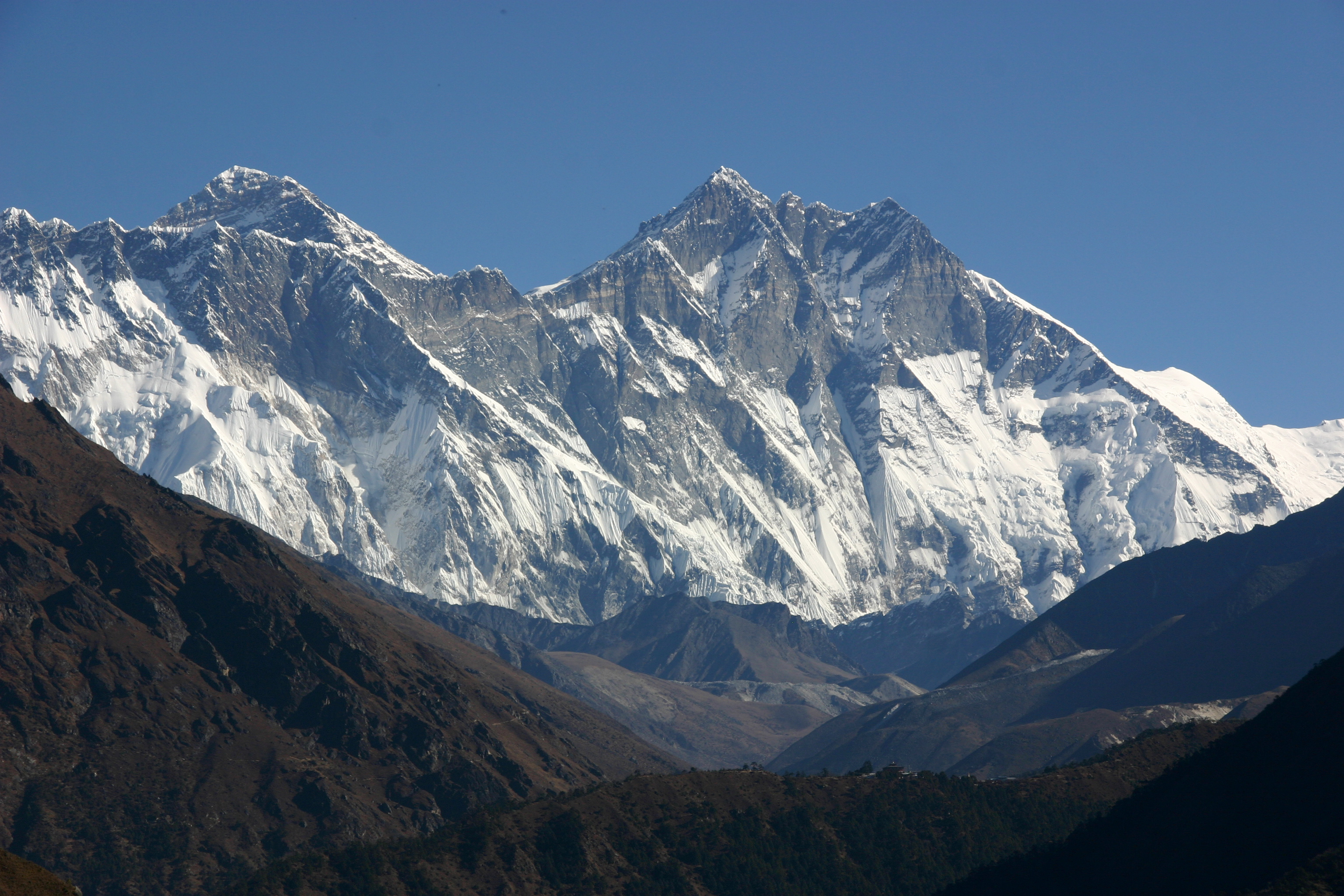
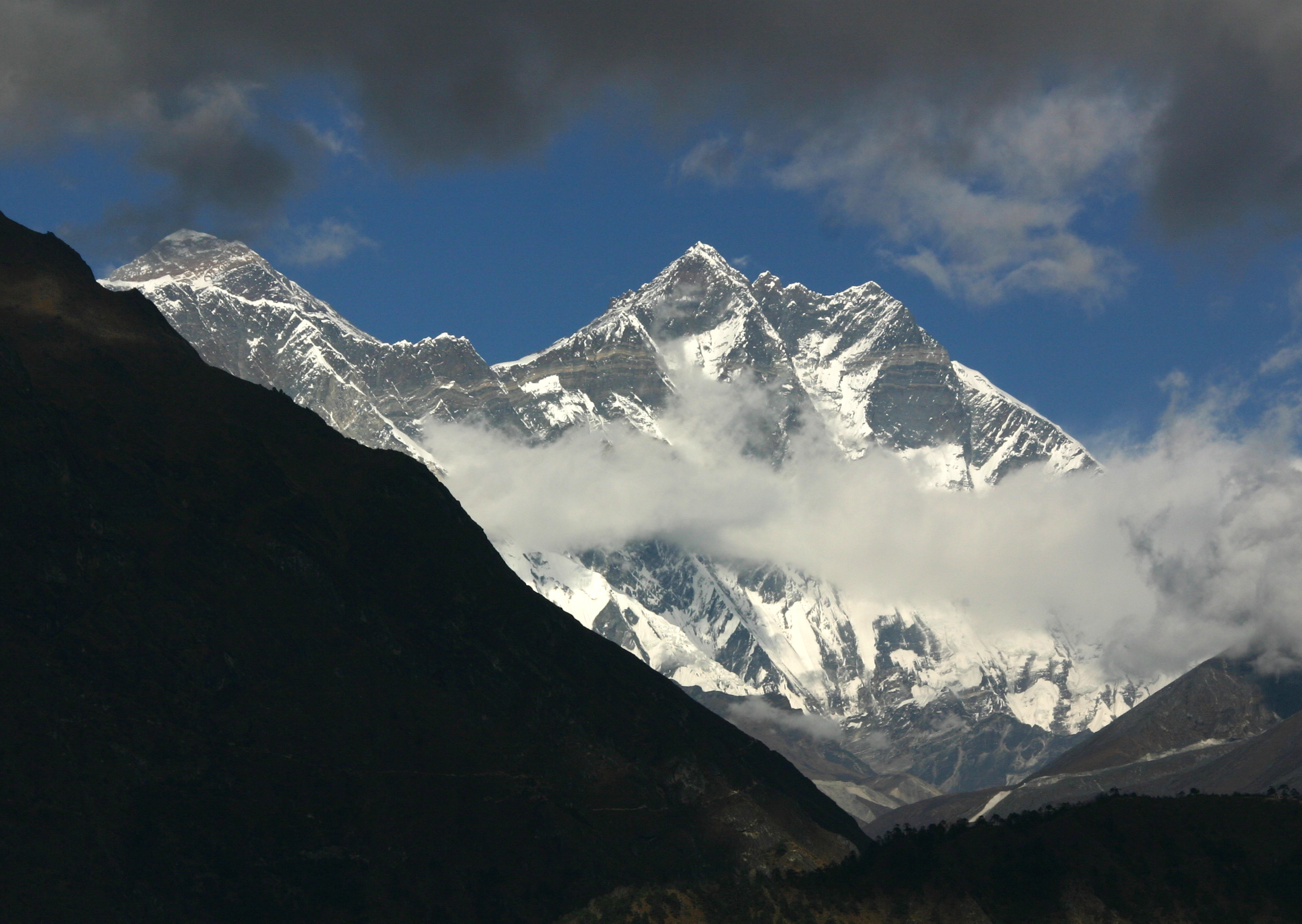